# Baby Story
Baby Story è un cortometraggio del 1978 diretto da Bruno Bozzetto. Il corto spiega come nascono i bambini.